# Abraham Boliki
 Abraham Boliki Bokota, né à Kisangani le 28 octobre 1967, est un homme politique de la République démocratique du Congo et député national, élu de la circonscription de Kisangani-Ville dans la province de Tshopo,,,.

## Biographie
Abraham Boliki Bokota naît à Kisangani le 28 octobre 1967. Il est élu député national en décembre 2018 dans la circonscription électorale de Kisangani-Ville, dans la province de Tshopo ; il est membre du regroupement politique AA/a[pas clair].